# Computers and Blues
Computers and Blues – piąty i zarazem ostatni album studyjny, brytyjskiego rapera The Streets. W Wielkiej Brytanii premiera albumu miała miejsce 7 lutego 2011 roku.

## Lista utworów
1. "Outside Inside"
2. "Going Through Hell"
3. "Roof of Your Car"
4. "Puzzled By People"
5. "Without Thinking"
6. "Blip on a Screen"
7. "Those That Don't Know"
8. "Soldiers"
9. "We Can Never Be Friends"
10. "ABC"
11. "OMG"
12. "Trying to Kill M.E."
13. "Trust Me"
14. "Lock the Locks"